# یواس‌اسکالاباش (اس‌پی-۱۰۸)
یواس‌اسکالاباش (اس‌پی-۱۰۸) (به انگلیسی: USS Calabash (SP-108)) یک کشتی بود که طول آن ۶۰ فوت (۱۸ متر) بود. این کشتی در سال ۱۹۱۲ ساخته شد.